# Battaglia di Buxar
La battaglia di Buxar fu combattuta il 23 ottobre 1764 tra le forze sotto il comando della Compagnia britannica delle Indie orientali guidata da Hector Munro e gli eserciti alleati di Mir Qasim, il Nawwāb del Bengala; il Nawwāb di Awadh e l'Imperatore mughal Shāh ʿĀlam II.
La battaglia si svolse a Buxar, una "piccola città fortificata" all'interno del territorio del Bengala situata sulle rive del fiume Gange, a circa 130 chilometri (81 miglia) a ovest di Patna e fu una vittoria decisiva per la Compagnia britannica delle Indie Orientali.

## Premesse
Alla morte del nababbo del Bengala Alivardi Khan, sotto il cui dominio pressoché indipendente la Compagnia britannica delle Indie orientali era stata in grado di promuovere con successo i propri interessi commerciali in quella provincia, gli succedette il nipote, Siraj ud-Dalla. Nel 1757 Siraj ud-Dalla ruppe i rapporti coi britannici occupando Calcutta. Il governatore di Madras Robert Clive s'imbarcò da Madras con una forza di regolari britannici e sepoy indiani e affrontò Siraj ud-Dalla e l'esercito bengalese a Plassey nel 1757. Siraj ud-Dalla fu ucciso e rapidamente sostituito da Mir Jafar come nababbo del Bengala; a sua volta, quest'ultimo venne rimpiazzato quando dimostrò di non essere sufficientemente pronto a rispondere ai desideri britannici. I britannici fecero però un errore di valutazione, perché il nuovo nababbo fece sforzi notevoli per affermare la propria indipendenza, chiedendo l'aiuto di un esercito comandato dal nababbo dell'Awadh e dal successore al trono Moghul, Shah 'Alam II.

## La battaglia
L'esercito britannico impegnato nei combattimenti contava 7 071 uomini, comprendente 857 britannici, 5 297 sepoy indiani e 918 soldati della cavalleria indiana. I numeri dell'esercito dell'alleanza erano stimati in oltre 40 000. Secondo altre fonti, l'esercito alleato dei Mughal, di Awadh, e Mīr Qāsim era composto da 40 000 uomini e venne sconfitto da un esercito britannico composto da 10 000 uomini.
La mancanza di un coordinamento di base tra i tre alleati fu la causa della loro decisiva sconfitta.
Mīrzā Najaf Khān comandava il fianco destro dell'esercito imperiale mughal e fu il primo all'alba a far avanzare le sue forze contro il maggiore Hector Munro. Le linee britanniche si formarono in venti minuti e respinsero l'avanzata dei Mughal. Secondo i britannici, anche la cavalleria dei Durrānī e dei Rohilla afghani era presente e combatterono durante la battaglia in varie schermaglie, ma a mezzogiorno la battaglia era finita e Shujāʿ al-Dawla fece esplodere grandi carri e tre enormi depositi di polvere da sparo.
Munro divise il suo esercito in varie colonne e inseguì in particolare il visir mughal Shujāʿ al-Dawla, Nawwāb di Awadh, che rispose facendo saltare il suo ponte di barche dopo aver attraversato il fiume, abbandonando così l'Imperatore mughal Shāh ʿĀlam II e parte del suo reggimento. Anche Mīr Qāsim fuggì con i suoi 3 milioni di rupie in pietre preziose ma più tardi si suicidò. Mīrzā Najaf Khān riorganizzò le formazioni attorno a Shāh ʿĀlam II, che si ritirò e quindi scelse di negoziare con i britannici vittoriosi.
Lo storico John William Fortescue affermò che le perdite britanniche ammontarono a 847 uomini: fra gli europei ci furono 39 uccisi e 64 feriti e 250 uccisi, 435 feriti e 85 dispersi fra i sepoy della Compagnia delle Indie Orientali. Ritenne inoltre che i tre alleati indiani lamentarono 2 000 morti e che molti altri rimasero feriti. Un'altra fonte dice che ci furono 69 vittime europee e 664 sepoy da parte britannica e 6 000 perdite da parte dei Mughal. I vincitori catturarono 133 pezzi di artiglieria e oltre 1 milione di rupie di denaro. Subito dopo la battaglia, Munro decise di aiutare i Maratha, descritti come una "razza guerriera", ben nota per il loro implacabile e incrollabile odio nei confronti dell'Impero Mughal e dei suoi Nawwāb e del Sultanato di Mysore.

## Conseguenze
La vittoria britannica a Buxar "in un sol colpo, eliminò i tre principali rappresentanti del potere dei Moghul nell'India superiore. Mīr Qāsim, scomparve di fatto nel nulla e Shāh ʿĀlam II si riallineò con i britannici e Shāh Shujāʿ al-Dawla fuggì verso ovest inseguito dai vincitori, l'intera valle del Gange fu alla mercé della Compagnia, Shāh Shujāʿ al-Dawla alla fine si arrese e da quel momento in poi le truppe della Compagnia divennero padrone  in tutto l'Oudh e il Bihar".
Un trattato del 1765 con Shāh ʿĀlam II assegnò il diwani, cioè il diritto di raccogliere le entrate del Bengala, alla Compagnia e pose anche l'Oudh sotto una forma di tutela esercitata da un "'Residente" e un presidio militare britannici. Il Bengala, con i suoi sostanziosi proventi fondiari e le grandi industrie tessili della seta e del cotone, era cosi diventato "la testa di ponte britannica per la conquista dell'India.
Nel Bengala gli impiegati della Compagnia, compreso lo stesso Clive, si lasciarono andare a un'orgia di corruzione che causò scandalo in Inghilterra e portò più severo controllo della Compagnia da parte dello stato al con l'atto di regolamentazione del 1773. Travolto dallo scandalo, Clive si suicidò nel 1774. Warren Hastings assunse la nuova carica di governatore generale, con un'autorità che si estendeva alle presidenze di Madras e Bombay, oltre che al Bengala. Hastings non solo pose l'amministrazione di quest'ultimo su una base più solida, ma contenne anche le gravi minacce poste alla posizione britannica in India dai Maratha e dal sovrano musulmano dell'ex stato indù di Mysore, Hyder Ali, sostenuto dai francesi. Hastings lasciò l'India nel 1785 per affrontare la messa in stato d'accusa e il processo in Inghilterra, che danneggiò irrimediabilmente la sua reputazione nonostante l'assoluzione finale. La sua opera, tuttavia, come felicemente riassunta da Percival Spear, fu quella di aver "trovato una amministrazione fiscale e lasciato uno stato".
Ad Hastings succedette come governatore generale Lord Cornwallis, che eliminò i resti della corruzione in Bengala e riformò le condizioni di servizio nella Compagnia, aumentando gli stipendi e, in cambio, vietando il commercio a titolo personale. I Maratha e lo stato di Mysore, sotto il figlio di Hyder Ali, Fateh Ali Tipu, il nemico più determinato che gli inglesi affrontarono in India, furono contenuti e sconfitti dal successivo governatore generale, l'anglo-irlandese Richard Wellesley. I britannici estesero il loro potere fino alla valle del Gange nell'Oudh e verso Delhi. Nel 1803 l'imperatore Mughal, Shāh ʿĀlam II, accecato dagli afghani nel 1788 e praticamente privo di poteri già da tempo, si mise sotto la protezione britannica, confermando simbolicamente ciò che per allora era ormai evidente a tutti: la Gran Bretagna era diventata il vero signore di quello che era stato l'impero Moghul.